# Sigmund von Pfetten-Arnbach

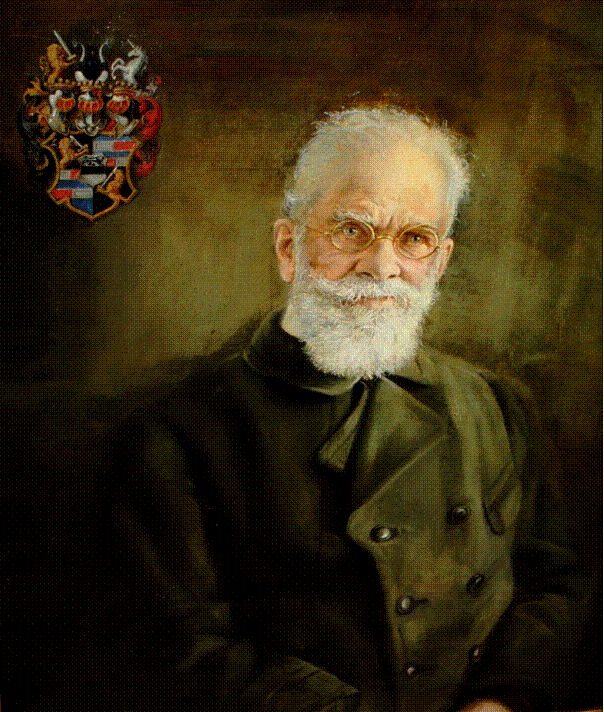
Sigmund Freiherr von Pfetten-Arnbach

Sigmund Freiherr von Pfetten-Arnbach (* 24. Februar 1847 in Haidenburg; † 14. Februar 1931 in Niederarnbach) war Gutsbesitzer, Jurist und Mitglied des Deutschen Reichstags.

## Leben
Pfetten-Arnbach besuchte bis 1865 die Deutsche Schule und dann das humanistische Gymnasium bei St. Stephan in Augsburg. Er studierte Jurisprudenz an der Universität München und besuchte 1869 die Königlich Sächsische Akademie für Forst- und Landwirtschaft in Tharandt. Von 1873 bis 1876 war er im Staatsdienst tätig, danach übernahm er die Verwaltung seiner väterlichen Güter mit dem Sitz in Schloss Niederarnbach. Er stellte umfangreiche Mittel für den Bau des Kreiskrankenhauses in Schrobenhausen zur Verfügung, deshalb hat der Bezirkstag ihm 1928 ein Denkmal in Niederarnbach errichtet.
Von 1877 bis 1893 war er Mitglied des Deutschen Reichstags für den Reichstagswahlkreis Oberbayern 3 (Aichach) und die Deutsche Zentrumspartei.